# پدرو موروآ
پدرو موروآ (اسپانیایی: Pedro Murúa‎; ۲۵ دسامبر ۱۹۳۰ – ۳ نوامبر ۲۰۱۹) بازیکن هاکی روی چمن اهل اسپانیا بود.